# Myrne (Wolnowacha)
Myrne (ukrainisch Мирне; russisch Мирное Mirnoje) ist eine Siedlung städtischen Typs im Osten der Ukraine in der Oblast Donezk mit etwa 160 Einwohnern.
Die Siedlung städtischen Typs befindet sich an einem Abzweig Bahnstrecke von Donezk nach Mariupol, 63 Kilometer südlich vom Oblastzentrum Donezk und 26 Kilometer südöstlich vom Rajonszentrum Wolnowacha entfernt.
Der Ort wurde 1951 als Industrieansiedlung für den Abbau der großen Granitvorkommen gegründet und erhielt 1967 den Status einer Siedlung städtischen Typs. Bis Ende 2014 lag der Ort im Rajon Telmanowe, wurde dann aber auf Grund der Kriegshandlungen während des Ukrainekrieges dem Rajon Wolnowacha zugeordnet.

## Verwaltungsgliederung
Am 12. Juni 2020 wurde die Siedlung zum Zentrum der neugegründeten Siedlungsgemeinde Myrne (Мирненська селищна громада/Myrnenska selyschtschna hromada). Zu dieser zählen auch die Siedlung städtischen Typs Andrijiwka, die 9 in der untenstehenden Tabelle aufgelisteten Dörfer sowie die 4 Ansiedlungen Bachtschowyk, Druschne, Malowodne und Obilne, bis dahin bildete sie die gleichnamige Siedlungsratsgemeinde Myrne (Мирненська селищна рада/Myrnenska selyschtschna rada) im Osten des Rajons Wolnowacha.
Folgende Orte sind neben dem Hauptort Myrne Teil der Gemeinde:
| Name                     | Name              | Name                                      |
| ukrainisch transkribiert | ukrainisch        | russisch                                  |
| ------------------------ | ----------------- | ----------------------------------------- |
| Andrijiwka               | Андріївка         | Андреевка (Andrejewka)                    |
| Bachtschowyk             | Бахчовик          | Бахчевик (Bachtschewyk)                   |
| Druschne                 | Дружне            | Дружное (Druschnoje)                      |
| Hranitne                 | Гранітне          | Гранитное (Granitnoje)                    |
| Kamjanka                 | Кам'янка          | Каменка (Kamenka)                         |
| Malowodne                | Маловодне         | Маловодное (Malowodnoje)                  |
| Nowohryhoriwka           | Новогригорівка    | Новогригоровка (Nowogrigorowka)           |
| Nowoseliwka              | Новоселівка       | Новосёловка (Nowosjolowka)                |
| Nowoseliwka Druha        | Новоселівка Друга | Новосёловка Вторая (Nowosjolowka Wtoraja) |
| Obilne                   | Обільне           | Обильное (Obilnoje)                       |
| Saporiske                | Запорізьке        | Запорожское (Saporoschskoje)              |
| Staromarjiwka            | Старомар'ївка     | Старомарьевка (Staromarjewka)             |
| Starohnatiwka            | Старогнатівка     | Старогнатовка (Starognatowka)             |
| Stepaniwka               | Степанівка        | Степановка (Stepanowka)                   |